# Erastrifacies
Erastrifacies là một chi bướm đêm thuộc họ Erebidae.